# Mistrzostwa Cypru kategorii A w piłce siatkowej mężczyzn (2009/2010)
Mistrzostwa Cypru kategorii A w piłce siatkowej mężczyzn 2009/2010 (oficjalna nazwa ze względów sponsorskich: Protatlima OPAP A΄ katigorias andron 2009/2010) – 60. sezon rozgrywek o mistrzostwo Cypru w piłce siatkowej (33. sezon zorganizowany przez Cypryjski Związek Piłki Siatkowej). Zainaugurowany został 30 października 2009 roku i trwał do 16 kwietnia 2024 roku.
W mistrzostwach Cypru kategorii A uczestniczyło 8 drużyn. Do rozgrywek z kategorii B dołączył klub Anagennisi Derinia.
Rozgrywki składały się z fazy zasadniczej oraz drugiej fazy. W fazie zasadniczej drużyny rozegrały ze sobą po dwa spotkania. W drugiej fazie zespoły podzielone zostały na dwie grupy. W pierwszej grupie cztery najlepsze drużyny fazy zasadniczej rywalizowały o mistrzostwo Cypru, natomiast w drugiej grupie pozostałe zespoły walczyły o utrzymanie.
Po raz dziewiętnasty mistrzem Cypru został Anorthosis. Drugie miejsce zajął klub AE Karawa, natomiast trzecie miejsce – Omonia. Do kategorii B spadł klub Enosis Neon Paralimni.

## Drużyny uczestniczące
| Drużyna                                                                               |   |
| ------------------------------------------------------------------------------------- | - |
| Maarle Anorthosis Famagusta                                                           | 1 |
| Chloe's Pafiakos Pafos                                                                | 2 |
| Inlander Omonia Nikozja                                                               | 3 |
| San alote Dionysos Strumbi                                                            | 4 |
| G.Ph.A. Photiou Nea Salamina Famagusta                                                | 5 |
| Enosis Neon Paralimni                                                                 | 6 |
| Pokka AE Karawa Lambusa                                                               | 7 |
| Awans z kategorii B 2008/2009                                                         |   |
| Anagennisi Derinia                                                                    | 1 |
| Oznaczenia: - kolumna druga – miejsce zajęte przez daną drużynę w poprzednim sezonie. |   |

Uwagi:
- Do końca 2009 roku San alote Dionysos Strumbi występował pod nazwą Dionysos Strumbi.
- Do końca lutego 2010 roku Maarle Anorthosis Famagusta występował pod nazwą Anorthosis Famagusta.

## Faza zasadnicza

### Tabela wyników
| Drużyna 1 \ Drużyna 2                  | ANO | PAF | OMO | DIO | NSF | ENP | AEK | ANG |
| -------------------------------------- | --- | --- | --- | --- | --- | --- | --- | --- |
| Anorthosis Famagusta                   |     | 3:0 | 3:0 | 3:1 | 3:0 | 3:0 | 2:3 | 3:0 |
| Chloe's Pafiakos Pafos                 | 2:3 |     | 0:3 | 1:3 | 3:1 | 3:0 | 3:2 | 3:0 |
| Inlander Omonia Nikozja                | 0:3 | 3:1 |     | 3:0 | 3:1 | 3:0 | 3:0 | 3:0 |
| San alote Dionysos Strumbi             | 3:2 | 3:2 | 1:3 |     | 0:3 | 3:1 | 1:3 | 3:2 |
| G.Ph.A. Photiou Nea Salamina Famagusta | 1:3 | 3:0 | 2:3 | 3:0 |     | 3:1 | 2:3 | 3:0 |
| Enosis Neon Paralimni                  | 0:3 | 2:3 | 1:3 | 0:3 | 1:3 |     | 3:2 | 0:3 |
| Pokka AE Karawa Lambusa                | 2:3 | 3:0 | 3:1 | 3:0 | 3:1 | 3:0 |     | 3:1 |
| Anagennisi Derinia                     | 2:3 | 3:2 | 0:3 | 3:2 | 1:3 | 0:3 | 1:3 |     |

Źródło: 
1 Drużyna gospodarzy jest wymieniona po lewej stronie tabeli.
Kolory:

  zwycięstwo gospodarzy
  zwycięstwo gości

### Terminarz i wyniki spotkań
| Data                                                      | Godz. | Gospodarz                              | Rezultat                                | Gość                                   |
| --------------------------------------------------------- | ----- | -------------------------------------- | --------------------------------------- | -------------------------------------- |
| 1. KOLEJKA                                                |       |                                        |                                         |                                        |
| 30.10.2009                                                | 20:00 | Chloe's Pafiakos Pafos                 | 2:3 (23:25, 25:21, 15:25, 26:24, 12:15) | Anorthosis Famagusta                   |
| 30.10.2009                                                | 20:00 | Pokka AE Karawa Lambusa                | 3:1 (25:22, 22:25, 25:18, 25:19)        | Inlander Omonia Nikozja                |
| 30.10.2009                                                | 20:00 | Anagennisi Derinia                     | 3:2 (24:26, 25:21, 22:25, 25:21, 15:11) | Dionysos Strumbi                       |
| 30.10.2009                                                | 20:00 | Enosis Neon Paralimni                  | 1:3 (22:25, 22:25, 25:22, 18:25)        | G.Ph.A. Photiou Nea Salamina Famagusta |
| 2. KOLEJKA                                                |       |                                        |                                         |                                        |
| 6.11.2009                                                 | 20:00 | Anorthosis Famagusta                   | 3:0 (25:17, 25:13, 25:21)               | Enosis Neon Paralimni                  |
| 6.11.2009                                                 | 20:00 | Dionysos Strumbi                       | 0:3 (18:25, 21:25, 19:25)               | G.Ph.A. Photiou Nea Salamina Famagusta |
| 6.11.2009                                                 | 20:00 | Pokka AE Karawa Lambusa                | 3:1 (26:24, 25:16, 22:25, 25:15)        | Anagennisi Derinia                     |
| 6.11.2009                                                 | 20:30 | Inlander Omonia Nikozja                | 3:1 (25:16, 19:25, 25:7, 25:20)         | Chloe's Pafiakos Pafos                 |
| 3. KOLEJKA                                                |       |                                        |                                         |                                        |
| 13.11.2009                                                | 20:00 | Inlander Omonia Nikozja                | 0:3 (25:27, 22:25, 23:25)               | Anorthosis Famagusta                   |
| 13.11.2009                                                | 20:00 | Chloe's Pafiakos Pafos                 | 3:0 (28:26, 25:18, 25:12)               | Anagennisi Derinia                     |
| 13.11.2009                                                | 20:00 | G.Ph.A. Photiou Nea Salamina Famagusta | 2:3 (25:20, 17:25, 22:25, 25:16, 11:15) | Pokka AE Karawa Lambusa                |
| 13.11.2009                                                | 20:00 | Enosis Neon Paralimni                  | 0:3 (20:25, 23:25, 12:25)               | Dionysos Strumbi                       |
| 4. KOLEJKA                                                |       |                                        |                                         |                                        |
| 20.11.2009                                                | 20:00 | Anorthosis Famagusta                   | 3:1 (20:25, 25:18, 25:18, 25:22)        | Dionysos Strumbi                       |
| 20.11.2009                                                | 20:00 | Pokka AE Karawa Lambusa                | 3:0 (25:20, 25:22, 25:23)               | Enosis Neon Paralimni                  |
| 20.11.2009                                                | 20:00 | Chloe's Pafiakos Pafos                 | 3:1 (20:25, 25:18, 27:25, 25:23)        | G.Ph.A. Photiou Nea Salamina Famagusta |
| 20.11.2009                                                | 20:00 | Anagennisi Derinia                     | 0:3 (22:25, 16:25, 23:25)               | Inlander Omonia Nikozja                |
| 5. KOLEJKA                                                |       |                                        |                                         |                                        |
| 27.11.2009                                                | 20:00 | Anorthosis Famagusta                   | 3:0 (25:12, 25:21, 25:20)               | Anagennisi Derinia                     |
| 27.11.2009                                                | 20:00 | G.Ph.A. Photiou Nea Salamina Famagusta | 2:3 (25:16, 22:25, 25:19, 19:25, 12:15) | Inlander Omonia Nikozja                |
| 27.11.2009                                                | 20:00 | Enosis Neon Paralimni                  | 2:3 (20:25, 25:22, 27:25, 20:25, 13:15) | Chloe's Pafiakos Pafos                 |
| 27.11.2009                                                | 20:00 | Dionysos Strumbi                       | 1:3 (15:25, 26:24, 26:28, 21:25)        | Pokka AE Karawa Lambusa                |
| 6. KOLEJKA                                                |       |                                        |                                         |                                        |
| 7.12.2009                                                 | 20:00 | Pokka AE Karawa Lambusa                | 2:3 (25:22, 25:19, 15:25, 18:25, 8:15)  | Anorthosis Famagusta                   |
| 5.12.2009                                                 | 19:00 | Chloe's Pafiakos Pafos                 | 1:3 (25:23, 22:25, 20:25, 16:25)        | Dionysos Strumbi                       |
| 14.12.2009                                                | 20:00 | Inlander Omonia Nikozja                | 3:0 (25:20, 25:18, 25:18)               | Enosis Neon Paralimni                  |
| 4.12.2009                                                 | 20:00 | Anagennisi Derinia                     | 1:3 (22:25, 25:19, 20:25, 17:25)        | G.Ph.A. Photiou Nea Salamina Famagusta |
| 7. KOLEJKA                                                |       |                                        |                                         |                                        |
| 14.12.2009                                                | 20:00 | Anorthosis Famagusta                   | 3:0 (31:29, 25:17, 25:19)               | G.Ph.A. Photiou Nea Salamina Famagusta |
| 11.12.2009                                                | 20:00 | Enosis Neon Paralimni                  | 0:3 (19:25, 21:25, 22:25)               | Anagennisi Derinia                     |
| 18.12.2009                                                | 20:00 | Dionysos Strumbi                       | 1:3 (21:25, 25:22, 14:25, 16:25)        | Inlander Omonia Nikozja                |
| 14.12.2009                                                | 20:00 | Pokka AE Karawa Lambusa                | 3:0 (25:14, 25:19, 25:22)               | Chloe's Pafiakos Pafos                 |
| 8. KOLEJKA                                                |       |                                        |                                         |                                        |
| 8.01.2010                                                 | 20:00 | Anorthosis Famagusta                   | 3:0 (25:13, 25:22, 25:17)               | Chloe's Pafiakos Pafos                 |
| 11.01.2010                                                | 20:00 | Inlander Omonia Nikozja                | 3:0 (25:21, 25:22, 25:17)               | Pokka AE Karawa Lambusa                |
| 8.01.2010                                                 | 20:00 | San alote Dionysos Strumbi             | 3:2 (18:25, 25:22, 25:19, 18:25, 15:11) | Anagennisi Derinia                     |
| 8.01.2010                                                 | 20:00 | G.Ph.A. Photiou Nea Salamina Famagusta | 3:1 (18:25, 25:21, 27:25, 25:16)        | Enosis Neon Paralimni                  |
| 9. KOLEJKA                                                |       |                                        |                                         |                                        |
| 18.01.2010                                                | 20:00 | Enosis Neon Paralimni                  | 0:3 (23:25, 17:25, 17:25)               | Anorthosis Famagusta                   |
| 15.01.2010                                                | 20:00 | G.Ph.A. Photiou Nea Salamina Famagusta | 3:0 (25:23, 25:17, 25:23)               | San alote Dionysos Strumbi             |
| 15.01.2010                                                | 20:00 | Anagennisi Derinia                     | 1:3 (20:25, 25:20, 22:25, 23:25)        | Pokka AE Karawa Lambusa                |
| 1.02.2010                                                 | 20:00 | Chloe's Pafiakos Pafos                 | 0:3 (25:27, 22:25, 18:25)               | Inlander Omonia Nikozja                |
| 10. KOLEJKA                                               |       |                                        |                                         |                                        |
| 22.01.2010                                                | 20:00 | Anorthosis Famagusta                   | 3:0 (25:17, 25:14, 25:14)               | Inlander Omonia Nikozja                |
| 22.01.2010                                                | 20:00 | Anagennisi Derinia                     | 3:2 (28:30, 25:21, 17:25, 25:22, 17:15) | Chloe's Pafiakos Pafos                 |
| 22.01.2010                                                | 20:00 | Pokka AE Karawa Lambusa                | 3:1 (25:20, 23:25, 25:23, 25:23)        | G.Ph.A. Photiou Nea Salamina Famagusta |
| 22.01.2010                                                | 20:00 | San alote Dionysos Strumbi             | 3:1 (29:31, 25:23, 26:24, 25:17)        | Enosis Neon Paralimni                  |
| 11. KOLEJKA                                               |       |                                        |                                         |                                        |
| 29.01.2010                                                | 20:00 | San alote Dionysos Strumbi             | 3:2 (27:29, 25:21, 17:25, 25:12, 15:12) | Anorthosis Famagusta                   |
| 29.01.2010                                                | 20:00 | Enosis Neon Paralimni                  | 3:2 (16:25, 25:18, 26:24, 16:25, 15:11) | Pokka AE Karawa Lambusa                |
| 28.01.2010                                                | 20:00 | G.Ph.A. Photiou Nea Salamina Famagusta | 3:0 (25:18, 25:17, 25:14)               | Chloe's Pafiakos Pafos                 |
| 28.01.2010                                                | 20:00 | Inlander Omonia Nikozja                | 3:0 (25:23, 25:14, 25:14)               | Anagennisi Derinia                     |
| 12. KOLEJKA                                               |       |                                        |                                         |                                        |
| 5.02.2010                                                 | 20:00 | Anagennisi Derinia                     | 2:3 (25:20, 17:25, 21:25, 26:24, 10:15) | Anorthosis Famagusta                   |
| 5.02.2010                                                 | 20:00 | Inlander Omonia Nikozja                | 3:1 (27:29, 25:22, 25:15, 25:22)        | G.Ph.A. Photiou Nea Salamina Famagusta |
| 5.02.2010                                                 | 20:00 | Chloe's Pafiakos Pafos                 | 3:0 (25:20, 25:23, 25:21)               | Enosis Neon Paralimni                  |
| 5.02.2010                                                 | 20:00 | Pokka AE Karawa Lambusa                | 3:0 (25:21, 30:28, 25:20)               | San alote Dionysos Strumbi             |
| 13. KOLEJKA                                               |       |                                        |                                         |                                        |
| 12.02.2010                                                | 20:00 | Anorthosis Famagusta                   | 2:3 (24:26, 16:25, 25:21, 25:20, 10:15) | Pokka AE Karawa Lambusa                |
| 12.02.2010                                                | 20:00 | San alote Dionysos Strumbi             | 3:2 (22:25, 25:15, 25:17, 18:25, 15:11) | Chloe's Pafiakos Pafos                 |
| 12.02.2010                                                | 20:00 | Enosis Neon Paralimni                  | 1:3 (14:25, 25:21, 16:25, 27:29)        | Inlander Omonia Nikozja                |
| 4.12.2009                                                 | 20:00 | G.Ph.A. Photiou Nea Salamina Famagusta | 3:0 (25:23, 25:21, 25:19)               | Anagennisi Derinia                     |
| 14. KOLEJKA                                               |       |                                        |                                         |                                        |
| 16.02.2010                                                | 20:00 | G.Ph.A. Photiou Nea Salamina Famagusta | 1:3 (25:18, 27:29, 21:25, 20:25)        | Anorthosis Famagusta                   |
| 19.02.2010                                                | 20:00 | Anagennisi Derinia                     | 0:3 (21:25, 22:25, 20:25)               | Enosis Neon Paralimni                  |
| 19.02.2010                                                | 20:00 | Inlander Omonia Nikozja                | 3:0 (25:23, 25:20, 25:15)               | San alote Dionysos Strumbi             |
| 19.02.2010                                                | 20:00 | Chloe's Pafiakos Pafos                 | 3:2 (25:18, 23:25, 25:23, 22:25, 15:11) | Pokka AE Karawa Lambusa                |
| Wszystkie godziny według czasu lokalnego (UTC+2). Źródło: |       |                                        |                                         |                                        |

### Tabela
| Lp.                                                    | Drużyna                                | Pkt | Mecze | Mecze | Mecze | Rodzaj wyniku | Rodzaj wyniku | Rodzaj wyniku | Rodzaj wyniku | Rodzaj wyniku | Rodzaj wyniku | Sety | Sety | Sety |
| Lp.                                                    | Drużyna                                | Pkt | M     | W     | P     | 3:0           | 3:1           | 3:2           | 2:3           | 1:3           | 0:3           | wyg. | prz. | +/–  |
| ------------------------------------------------------ | -------------------------------------- | --- | ----- | ----- | ----- | ------------- | ------------- | ------------- | ------------- | ------------- | ------------- | ---- | ---- | ---- |
| 1                                                      | Anorthosis Famagusta                   | 26  | 14    | 12    | 2     | 7             | 2             | 3             | 2             | 0             | 0             | 40   | 14   | +26  |
| 2                                                      | Inlander Omonia Nikozja                | 25  | 14    | 11    | 3     | 6             | 4             | 1             | 0             | 1             | 2             | 34   | 15   | +19  |
| 3                                                      | Pokka AE Karawa Lambusa                | 24  | 14    | 10    | 4     | 3             | 5             | 2             | 3             | 0             | 1             | 36   | 21   | +15  |
| 4                                                      | G.Ph.A. Photiou Nea Salamina Famagusta | 21  | 14    | 7     | 7     | 4             | 3             | 0             | 2             | 4             | 1             | 29   | 24   | +5   |
| 5                                                      | San alote Dionysos Strumbi             | 20  | 14    | 6     | 8     | 1             | 2             | 3             | 1             | 3             | 4             | 23   | 32   | −9   |
| 6                                                      | Chloe's Pafiakos Pafos                 | 19  | 14    | 5     | 9     | 2             | 1             | 2             | 3             | 2             | 4             | 23   | 32   | −9   |
| 7                                                      | Anagennisi Derinia                     | 17  | 14    | 3     | 11    | 1             | 0             | 2             | 2             | 3             | 6             | 16   | 37   | −21  |
| 8                                                      | Enosis Neon Paralimni                  | 16  | 14    | 2     | 12    | 1             | 0             | 1             | 1             | 4             | 7             | 12   | 38   | −26  |
| Legenda: Druga faza – grupa 1-4 Druga faza – grupa 5-8 |                                        |     |       |       |       |               |               |               |               |               |               |      |      |      |

Źródło: 
Zasady ustalania kolejności: 1. liczba zdobytych punktów; 2. liczba wygranych meczów; 3. różnica między setami wygranymi a przegranymi.
Punktacja: zwycięstwo – 2 pkt; porażka – 1 pkt

## Druga faza

### Grupa 1-4

#### Tabela wyników
| Drużyna 1 \ Drużyna 2                  | ANO | OMO | AEK | NSF |
| -------------------------------------- | --- | --- | --- | --- |
| Maarle Anorthosis Famagusta            |     | 3:0 | 3:2 | 3:0 |
| Inlander Omonia Nikozja                | 1:3 |     | 3:0 | 1:3 |
| Pokka AE Karawa Lambusa                | 3:1 | 3:2 |     | 3:0 |
| G.Ph.A. Photiou Nea Salamina Famagusta | 3:0 | 3:0 | 3:0 |     |

Źródło: 
1 Drużyna gospodarzy jest wymieniona po lewej stronie tabeli.
Kolory:

  zwycięstwo gospodarzy
  zwycięstwo gości

#### Terminarz i wyniki spotkań
| Data                                                            | Godz. | Gospodarz                              | Rezultat                                | Gość                                   |
| --------------------------------------------------------------- | ----- | -------------------------------------- | --------------------------------------- | -------------------------------------- |
| 1. KOLEJKA                                                      |       |                                        |                                         |                                        |
| 12.03.2010                                                      | 20:00 | Maarle Anorthosis Famagusta            | 3:0 (25:19, 25:20, 25:19)               | G.Ph.A. Photiou Nea Salamina Famagusta |
| 12.03.2010                                                      | 20:00 | Inlander Omonia Nikozja                | 3:0 (25:21, 25:13, 25:20)               | Pokka AE Karawa Lambusa                |
| 2. KOLEJKA                                                      |       |                                        |                                         |                                        |
| 19.03.2010                                                      | 20:00 | G.Ph.A. Photiou Nea Salamina Famagusta | 3:0 (25:18, 25:23, 26:24)               | Pokka AE Karawa Lambusa                |
| 19.03.2010                                                      | 20:00 | Maarle Anorthosis Famagusta            | 3:0 (27:25, 25:16, 25:22)               | Inlander Omonia Nikozja                |
| 3. KOLEJKA                                                      |       |                                        |                                         |                                        |
| 26.03.2010                                                      | 20:00 | Pokka AE Karawa Lambusa                | 3:1 (25:22, 25:19, 26:28, 25:21)        | Maarle Anorthosis Famagusta            |
| 25.03.2010                                                      | 20:00 | G.Ph.A. Photiou Nea Salamina Famagusta | 3:0 (26:24, 25:17, 25:17)               | Inlander Omonia Nikozja                |
| 4. KOLEJKA                                                      |       |                                        |                                         |                                        |
| 29.03.2010                                                      | 20:00 | Pokka AE Karawa Lambusa                | 3:0 (26:24, 25:21, 28:26)               | G.Ph.A. Photiou Nea Salamina Famagusta |
| 29.03.2010                                                      | 20:00 | Inlander Omonia Nikozja                | 1:3 (23:25, 18:25, 25:22, 22:25)        | Maarle Anorthosis Famagusta            |
| 5. KOLEJKA                                                      |       |                                        |                                         |                                        |
| 9.04.2010                                                       | 20:00 | Maarle Anorthosis Famagusta            | 3:2 (20:25, 21:25, 25:23, 25:18, 15:12) | Pokka AE Karawa Lambusa                |
| 9.04.2010                                                       | 20:00 | Inlander Omonia Nikozja                | 1:3 (27:29, 25:20, 20:25, 27:29)        | G.Ph.A. Photiou Nea Salamina Famagusta |
| 6. KOLEJKA                                                      |       |                                        |                                         |                                        |
| 15.04.2010                                                      | 20:00 | G.Ph.A. Photiou Nea Salamina Famagusta | 3:0 (25:22, 25:23, 25:17)               | Maarle Anorthosis Famagusta            |
| 16.04.2010                                                      | 20:00 | Pokka AE Karawa Lambusa                | 3:2 (23:25, 25:23, 20:25, 25:19, 15:13) | Inlander Omonia Nikozja                |
| Wszystkie godziny według czasu lokalnego (UTC+2/UTC+3). Źródło: |       |                                        |                                         |                                        |

#### Tabela
| Lp.                            | Drużyna                                | Pkt | Mecze | Mecze | Mecze | Rodzaj wyniku | Rodzaj wyniku | Rodzaj wyniku | Rodzaj wyniku | Rodzaj wyniku | Rodzaj wyniku | Sety | Sety | Sety |
| Lp.                            | Drużyna                                | Pkt | M     | W     | P     | 3:0           | 3:1           | 3:2           | 2:3           | 1:3           | 0:3           | wyg. | prz. | +/–  |
| ------------------------------ | -------------------------------------- | --- | ----- | ----- | ----- | ------------- | ------------- | ------------- | ------------- | ------------- | ------------- | ---- | ---- | ---- |
| 1                              | Maarle Anorthosis Famagusta (M)        | 36  | 20    | 16    | 4     | 9             | 3             | 4             | 2             | 1             | 1             | 53   | 23   | +30  |
| 2                              | Pokka AE Karawa Lambusa                | 33  | 20    | 13    | 7     | 4             | 6             | 3             | 4             | 0             | 3             | 47   | 33   | +14  |
| 3                              | Inlander Omonia Nikozja                | 32  | 20    | 12    | 8     | 7             | 4             | 1             | 1             | 3             | 4             | 41   | 30   | +11  |
| 4                              | G.Ph.A. Photiou Nea Salamina Famagusta | 31  | 20    | 11    | 9     | 7             | 4             | 0             | 2             | 4             | 3             | 41   | 31   | +10  |
| Legenda: M – mistrzostwo Cypru |                                        |     |       |       |       |               |               |               |               |               |               |      |      |      |

Źródło: 
Zasady ustalania kolejności: 1. liczba zdobytych punktów; 2. liczba wygranych meczów; 3. różnica między setami wygranymi a przegranymi.
Punktacja: zwycięstwo – 2 pkt; porażka – 1 pkt
Uwaga: Do tabeli wliczone zostały wszystkie mecze rozegrane w fazie zasadniczej.

### Grupa 5-8

#### Tabela wyników
| Drużyna 1 \ Drużyna 2      | DIO | PAF | ANG | ENP |
| -------------------------- | --- | --- | --- | --- |
| San alote Dionysos Strumbi |     | 0:3 | 2:3 | 1:3 |
| Chloe's Pafiakos Pafos     | 2:3 |     | 3:0 | 3:2 |
| Anagennisi Derinia         | 3:1 | 3:2 |     | 3:2 |
| Enosis Neon Paralimni      | 3:1 | 3:2 | 3:1 |     |

Źródło: 
1 Drużyna gospodarzy jest wymieniona po lewej stronie tabeli.
Kolory:

  zwycięstwo gospodarzy
  zwycięstwo gości

#### Terminarz i wyniki spotkań
| Data                                                            | Godz. | Gospodarz                  | Rezultat                                | Gość                       |
| --------------------------------------------------------------- | ----- | -------------------------- | --------------------------------------- | -------------------------- |
| 1. KOLEJKA                                                      |       |                            |                                         |                            |
| 12.03.2010                                                      | 20:00 | San alote Dionysos Strumbi | 1:3 (22:25, 25:23, 19:25, 16:25)        | Enosis Neon Paralimni      |
| 15.03.2010                                                      | 20:00 | Chloe's Pafiakos Pafos     | 3:0 (25:17, 25:21, 25:17)               | Anagennisi Derinia         |
| 2. KOLEJKA                                                      |       |                            |                                         |                            |
| 22.03.2010                                                      | 20:00 | Enosis Neon Paralimni      | 3:1 (25:19, 31:29, 19:25, 25:14)        | Anagennisi Derinia         |
| 22.03.2010                                                      | 20:00 | San alote Dionysos Strumbi | 0:3 (22:25, 16:25, 16:25)               | Chloe's Pafiakos Pafos     |
| 3. KOLEJKA                                                      |       |                            |                                         |                            |
| 26.03.2010                                                      | 20:00 | Enosis Neon Paralimni      | 3:2 (25:23, 23:25, 25:22, 20:25, 16:14) | Chloe's Pafiakos Pafos     |
| 26.03.2010                                                      | 20:00 | Anagennisi Derinia         | 3:1 (20:25, 25:22, 28:26, 25:22)        | San alote Dionysos Strumbi |
| 4. KOLEJKA                                                      |       |                            |                                         |                            |
| 29.03.2010                                                      | 20:00 | Chloe's Pafiakos Pafos     | 2:3 (22:25, 25:22, 25:22, 19:25, 10:15) | San alote Dionysos Strumbi |
| 29.03.2010                                                      | 20:00 | Anagennisi Derinia         | 3:2 (17:25, 25:23, 22:25, 25:20, 15:6)  | Enosis Neon Paralimni      |
| 5. KOLEJKA                                                      |       |                            |                                         |                            |
| 9.04.2010                                                       | 20:00 | San alote Dionysos Strumbi | 2:3 (22:25, 25:22, 25:22, 23:25, 11:15) | Anagennisi Derinia         |
| 12.04.2010                                                      | 20:00 | Chloe's Pafiakos Pafos     | 3:2 (18:25, 27:25, 25:21, 28:30, 16:14) | Enosis Neon Paralimni      |
| 6. KOLEJKA                                                      |       |                            |                                         |                            |
| 16.04.2010                                                      | 20:00 | Enosis Neon Paralimni      | 3:1 (19:25, 25:17, 25:10, 25:19)        | San alote Dionysos Strumbi |
| 16.04.2010                                                      | 20:00 | Anagennisi Derinia         | 3:2 (27:25, 22:25, 17:25, 25:20, 15:11) | Chloe's Pafiakos Pafos     |
| Wszystkie godziny według czasu lokalnego (UTC+2/UTC+3). Źródło: |       |                            |                                         |                            |

#### Tabela
| Lp.                            | Drużyna                    | Pkt | Mecze | Mecze | Mecze | Rodzaj wyniku | Rodzaj wyniku | Rodzaj wyniku | Rodzaj wyniku | Rodzaj wyniku | Rodzaj wyniku | Sety | Sety | Sety |
| Lp.                            | Drużyna                    | Pkt | M     | W     | P     | 3:0           | 3:1           | 3:2           | 2:3           | 1:3           | 0:3           | wyg. | prz. | +/–  |
| ------------------------------ | -------------------------- | --- | ----- | ----- | ----- | ------------- | ------------- | ------------- | ------------- | ------------- | ------------- | ---- | ---- | ---- |
| 1                              | Chloe's Pafiakos Pafos     | 28  | 20    | 8     | 12    | 4             | 1             | 3             | 6             | 2             | 4             | 38   | 43   | −5   |
| 2                              | San alote Dionysos Strumbi | 27  | 20    | 7     | 13    | 1             | 2             | 4             | 2             | 6             | 5             | 31   | 49   | −18  |
| 3                              | Anagennisi Derinia         | 27  | 20    | 7     | 13    | 1             | 1             | 5             | 2             | 4             | 7             | 29   | 50   | −21  |
| 4                              | Enosis Neon Paralimni      | 26  | 20    | 6     | 14    | 1             | 3             | 2             | 3             | 4             | 7             | 28   | 49   | −21  |
| Legenda: Spadek do kategorii B |                            |     |       |       |       |               |               |               |               |               |               |      |      |      |

Źródło: 
Zasady ustalania kolejności: 1. liczba zdobytych punktów; 2. liczba wygranych meczów; 3. różnica między setami wygranymi a przegranymi.
Punktacja: zwycięstwo – 2 pkt; porażka – 1 pkt
Uwaga: Do tabeli wliczone zostały wszystkie mecze rozegrane w fazie zasadniczej.

## Klasyfikacja końcowa
| Poz. | Drużyna                                |
| ---- | -------------------------------------- |
| 1.   | Maarle Anorthosis Famagusta            |
| 2.   | Pokka AE Karawa Lambusa                |
| 3.   | Inlander Omonia Nikozja                |
| 4.   | G.Ph.A. Photiou Nea Salamina Famagusta |
| 5.   | Chloe's Pafiakos Pafos                 |
| 6.   | San alote Dionysos Strumbi             |
| 7.   | Anagennisi Derinia                     |
| 8.   | Enosis Neon Paralimni                  |

     Puchar CEV 2010/2011
     Puchar Challenge 2010/2011
     Spadek do kategorii B